# Jenna Haze

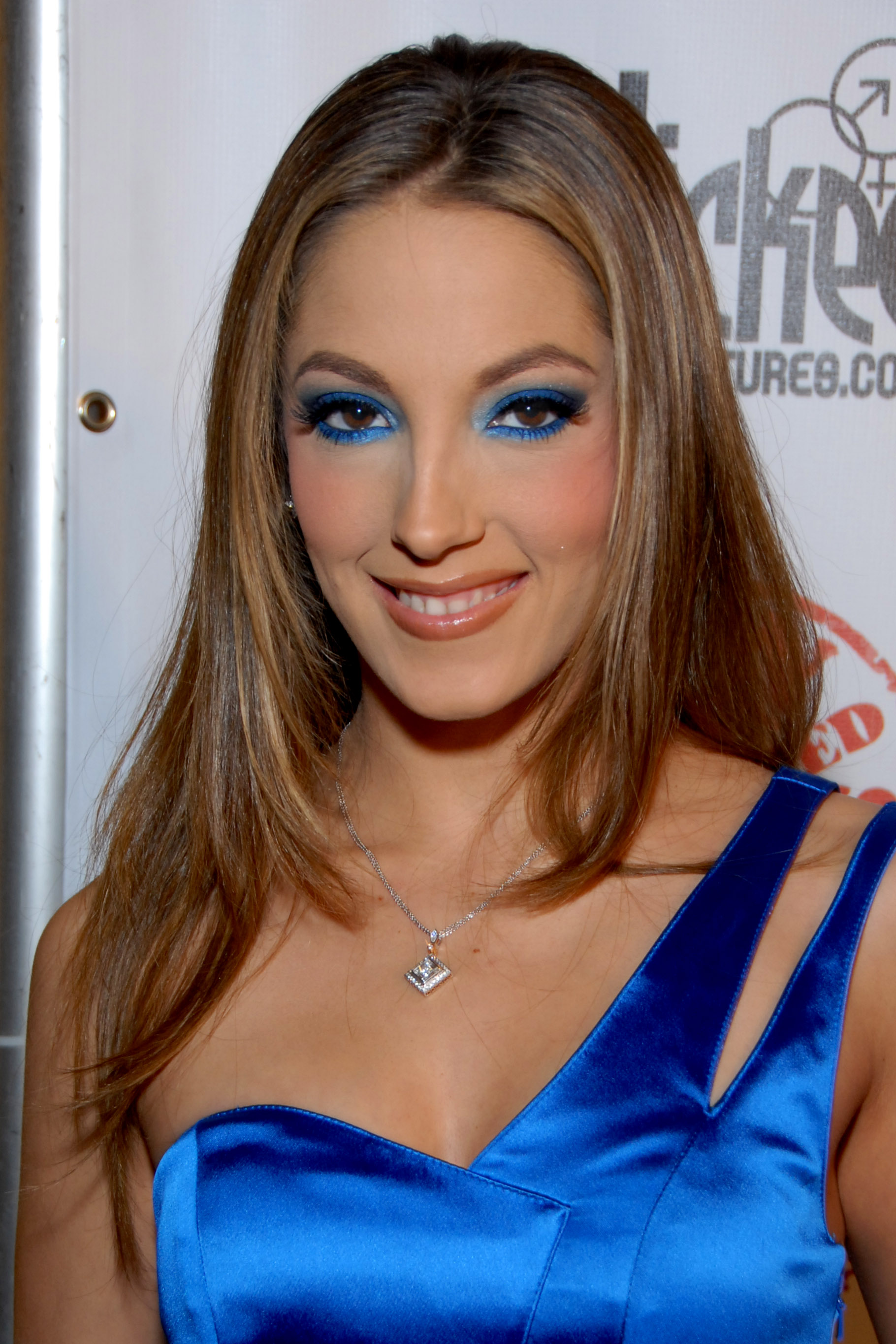
Jenna Haze bei den XRCO Awards (2009)

Jenna Haze (* 22. Februar 1982 in Fullerton, Kalifornien; eigentlich Jennifer Corrales) ist eine US-amerikanische Regisseurin pornografischer Filme und ehemalige Pornodarstellerin.

## Leben
Jenna Haze wuchs mit ihren zwei älteren Schwestern und einem älteren Bruder nach der Scheidung der Eltern bei ihrer Mutter auf. Mit 15 Jahren verließ sie die High School, bekam Hausunterricht und begann zu arbeiten. Neben diversen anderen Jobs wie Tankstellen-Gehilfin und Kellnerin unternahm sie mit 18 Jahren den Versuch, für einen Tag als Stripperin zu arbeiten, jedoch missfiel ihr diese Tätigkeit.
Haze gab an, schon lange Zeit vor dem Beginn ihrer Tätigkeit als Darstellerin in Pornofilmen ein großer Fan von Pornografie gewesen zu sein. Zum Beginn ihrer Karriere kam es, weil Haze in einem Club zwei Männer mit Kontakten zur Pornobranche kennenlernte. Mit diesen beiden Bekannten, wovon einer kurzzeitig ihr Manager wurde, drehte sie im Juli 2001 ihren ersten Porno. 2002 unterschrieb sie einen Exklusivvertrag mit Jill Kelly Productions. Nach dem Beginn einer festen Beziehung mit einem Kameramann fühlte Haze sich nicht mehr Wohl beim Drehen mit anderen Männern. Daher stellte sie zunächst jede sexuelle Betätigung mit männlichen Darstellern ein. Dreieinhalb Jahre später nahm sie das Drehen mit männlichen Darstellern wieder auf. 2005 verließ Jill Kelly Jill Kelly Productions. Haze gab bekannt, nicht ohne Kelly weiter an die Produktionsfirma gebunden sein zu wollen und ließ den Exklusivvertrag daher auslaufen.
2006 begann Haze auch als Stripperin zu arbeiten. Ihre Stripshows brachten ihr 2007 eine Nominierung für die NightMoves Awards unter der Kategorie Best Feature Entertainer ein. Im selben Jahr war ihr Film Jenna Haze Oil Orgy der erste Pornofilm, der auf drei verschiedenen Video-Formaten erschien: Blu-ray, HD DVD und WMV-HD-DVD.
2009 hatte Haze in dem Actionfilm Crank 2: High Voltage einen Cameo-Auftritt. Im selben Jahr gründete sie auch ihre eigene Produktionsfirma Jennaration X und führte seitdem in mehreren Pornofilmen Regie. Ihr Film Sexual Blacktivity 2  war 2011 bei den AVN-Awards unter Best Director - Ethnic Feature nominiert. Außerdem wurden mehrere Szenen ihrer Filme mit Awards ausgezeichnet. Beispielsweise gewann 2011 eine Szene ihres Filmes Meow! den AVN-Award für Best All-Girl Couples Sex Scene. In dieser Szene war sie selber als Darstellerin gemeinsam mit Monique Alexander zu sehen.
Am 9. Dezember 2011 gaben die Adult Video News (AVN) bekannt, Haze in ihre AVN Hall of Fame aufzunehmen. Die Aufnahme wurde während der Verleihung der AVN Awards am 21. Januar 2012 vollzogen.
Im Februar 2012 gab Haze die Beendigung ihrer Tätigkeit als Darstellerin bekannt. In einer Videobotschaft erklärte sie, ihren Fokus auf die Arbeit als Regisseurin für Jennaration X verlegen zu wollen. Die Internet Adult Film Database (IAFD) listet bis heute (Stand: Januar 2025) 752 Filme, in denen sie mitgespielt hat. Außerdem listet die IAFD 15 Filme auf, an deren Produktion sie als Regisseurin beteiligt war.

## Filmografie (Auswahl)
- 2001: Kung-Fu Girls 2
- 2002: Hearts & Minds
- 2002: Flesh Hunter 1, 2 & 3
- 2005: Girlvana
- 2006: Jenna Haze Dark Side

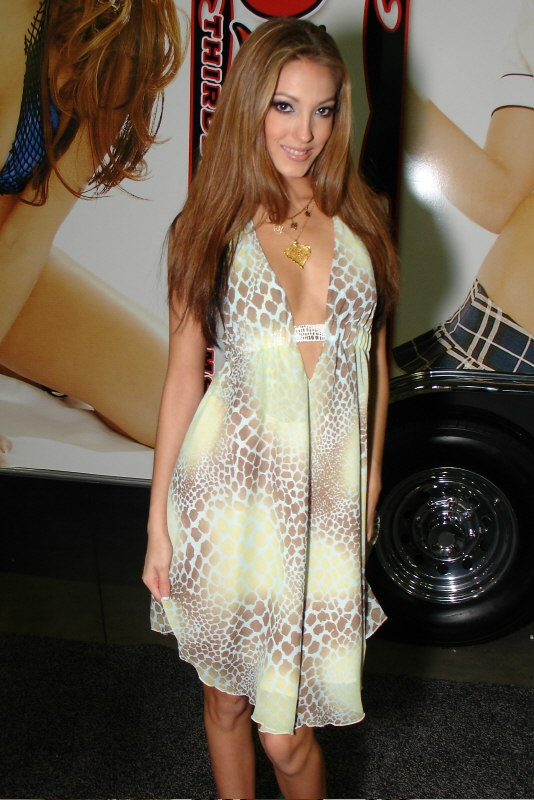
Jenna Haze (2007)

- 2006: Fashionistas Safado – The Challenge
- 2007: Lex the Impaler 3
- 2007: Evil Anal 2
- 2007: Operation: Desert Stormy
- 2008: Performers Of The Year
- 2008: Evil Pink 4
- 2008: Fallen
- 2008: Oil Overload 1
- 2008: Pirates II: Stagnetti’s Revenge
- 2008: Not Bewitched XXX
- 2008: Sporty Girls
- 2008: Alexis Texas is Buttwoman
- 2009: Performers of the Year 2009
- 2009: This Ain’t Star Trek XXX
- 2009: The Office – A XXX Parody
- 2009: Crank 2: High Voltage (Crank: High Voltage, Cameo-Auftritt)
- 2009: Jailhouse Heat
- 2010: Performers of the Year 2010
- 2010: Fly Girls
- 2010: Meow
- 2010: Nurses
- 2011: A Job For Jenna
- 2011: Breast In Class: Naturally Gifted
- 2011: Breast In Class 2: Counterfeit Racks
- 2011: This Ain’t Hollywood Squares XXX
- 2011: Just Jenna 2
- 2011: Mug Shots
- 2011: In Riley’s Panties
- 2012: Panty Pops 5
- 2012: Classic TV Superfuckers

## Auszeichnungen
- 2003: AVN Award für „Best New Starlet“
- 2003: AVN Award für „Best Solo Sex Scene“ in „Big Bottom Sadie“
- 2006: F.A.M.E. Award für „Fan Favorite Best Butt“
- 2007: AVN Award für „Best Oral Sex Scene - Video“ (Jenna Haze Darkside)
- 2007: AVN Award für „Best Group Sex Scene - Video“ (in Fashionistas Safado – The Challenge, zusammen mit Belladonna, Melissa Lauren, Gianna, Sandra Romain, Adrianna Nicole, Flower Tucci, Sasha Grey, Nicole Sheridan, Marie Luv, Caroline Pierce, Lea Baren, Jewell Marceau, Jean Val Jean, Christian XXX, Voodoo, Chris Charming, Erik Everhard, Mr. Pete, Rocco Siffredi)[8]
- 2007: XRCO Award für „Best On-Screen Chemistry“ (Fashionistas Safado: The Challenge)
- 2007: F.A.M.E. Award für „Favorite Oral Starlet“
- 2008: AVN Award für „Best Couple Sex Scene - Video“ (in „Evil Anal 2“, zusammen mit Manuel Ferrara)
- 2008: F.A.M.E. Award für „Favorite Anal Starlet“
- 2009: AVN Award für „Female Performer of the Year“[9]
- 2009: AVN Award für „Best Tease Performance“ (in „Chris Streams' Pretty As They Cum“)
- 2009: XRCO Award für „Female Performer of the Year“
- 2009: XBIZ Award für „Female Performer of the Year“
- 2009: F.A.M.E. Award für „Dirtiest Girl in Porn“
- 2009: F.A.M.E. Award für „Favorite Oral Starlet“
- 2010: XRCO Award für „Orgasmic Analist“
- 2010: XFANZ Award für „Female Star of the Year“[10]
- 2010: PornstarGlobal 5 Star Award
- 2011: AVN Award für „Best All-Girl Couples Sex Scene“ in Meow!
- 2011: AVN Fan Award für „Favorite Performer“
- 2011: XRCO Award für „Orgasmic Oralist“
- 2011: NightMoves Award für „Best Feature Dancer (Fan's Choice)“
- 2012: Aufnahme in die XRCO Hall of Fame
- 2012: Aufnahme in die AVN Hall of Fame